# Vitruv

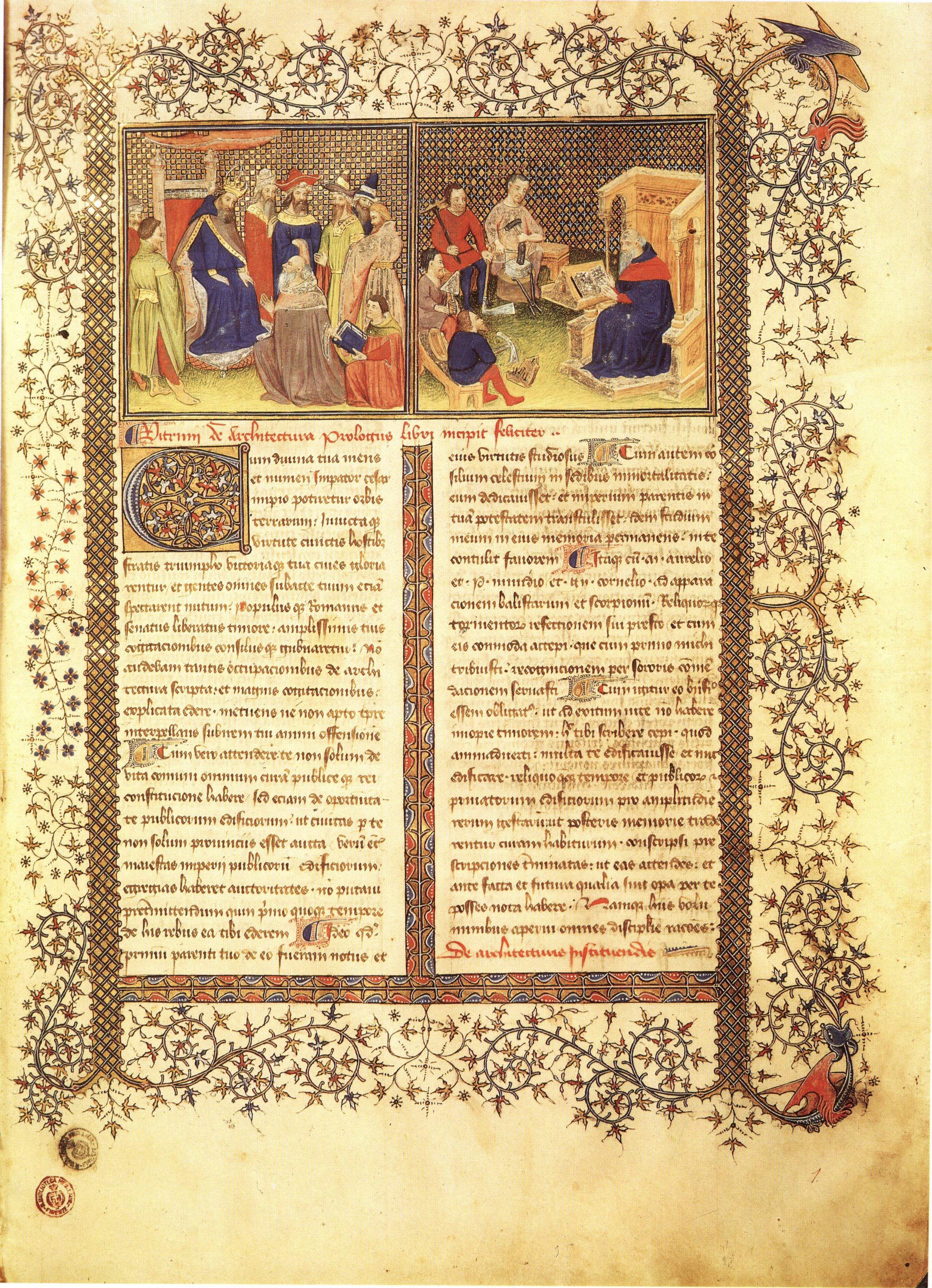
Vitruv, De architectura in der Handschrift Florenz, Biblioteca Medicea Laurenziana, Plut. 30.10, fol. 1r (15. Jahrhundert)

Vitruv (Marcus Vitruvius Pollio) war ein römischer Architekt, Ingenieur und Architekturtheoretiker. Er lebte im 1. Jahrhundert v. Chr.

## Leben
Über das Leben Vitruvs gibt es nur spärliche Angaben. Weder die genauen Lebensdaten noch sein vollständiger Name sind gesichert. Einig ist man sich über das nomen Vitruvius (auch nur „Vitruv“); dagegen ist das praenomen Marcus ebenso fraglich wie das cognomen Pollio, das ausschließlich von Marcus Cetius Faventinus erwähnt wird. Die meisten biografischen Daten sind Vitruvs eigenem Werk entnommen und somit recht verlässlich.
Er wurde wahrscheinlich um 80–70 v. Chr. als freier römischer Bürger in Kampanien geboren. Als junger Mann genoss er nach eigenen Angaben eine Architektenausbildung, die zur damaligen Zeit auch das Ingenieurwesen umfasste. Im Bürgerkrieg war er unter Gaius Iulius Caesar für den Bau von Kriegsmaschinen verantwortlich und zog mit diesem auch nach Spanien, Gallien und Britannien. Nach Caesars Ermordung im Jahr 44 v. Chr. übernahm er die gleiche Funktion auch im Heer von Kaiser Augustus und wurde um 33 v. Chr. aus dem Heeresdienst entlassen. Danach arbeitete er als Architekt und als Ingenieur am Bau des Wassernetzes in Rom, wo er ein neues System der Wasserverteilung einführte. Zu seinen Errungenschaften als Architekt gehörten der Bau der Basilika von Fanum Fortunae, dem heutigen Fano. Er beschrieb auch Töne als eine Bewegung der Luft, erkannte bereits die Wellennatur des Schalls und verglich dessen Ausbreitung mit der von Wasserwellen.
Im Alter verlegte er sich auf das Schreiben und profitierte dabei von einer Pension, die ihm Augustus zugestanden hatte, um seine finanzielle Unabhängigkeit zu garantieren. Zwischen 33 und 22 v. Chr. entstand dann sein Werk, Zehn Bücher über Architektur (Originaltitel: De architectura libri decem). Über das Todesdatum Vitruvs gibt es keinerlei Angaben, was darauf schließen lässt, dass er zu Lebzeiten nur geringe Popularität genoss. Wahrscheinlich starb er etwa um das Jahr 15 v. Chr.

## Werk
Die Zehn Bücher über Architektur sind das einzige erhaltene antike Werk über Architektur und nach Vitruvs eigenen Angaben auch das erste lateinische Werk überhaupt, das eine umfassende Darstellung der Architektur sowie des damaligen Kenntnisstandes des Bauingenieurwesens zum Ziel hatte. Die Bücher sind dem Kaiser Augustus als Dank für dessen Förderung gewidmet. Sie weisen den Charakter eines Lehrbuchs mit literarischen Anklängen auf und gehören somit eher dem Sach- als dem Fachbuchgenre an. Die älteste bekannte Abschrift stammt aus dem 9. Jahrhundert. Insgesamt sind über 80 Handschriften der Zehn Bücher über Architektur erhalten. Weitere Schriften Vitruvs sind nicht bekannt.

### Entstehungszeit
Die einzigen Anhaltspunkte für eine Datierung liefert ebenfalls das Werk selbst. Anhand der Angaben zu einzelnen römischen Bauwerken lässt sich der Beginn der Abfassung in die Zeit ab 33 v. Chr. datieren, während die Schlussredaktion frühestens in die zwanziger Jahre fällt.

### Aufbau
Das Werk umfasst zehn Bücher, die jeweils ein Vorwort mit einer direkten Ansprache an den Kaiser oder einer anekdotenhaften Einführung in das Thema enthalten.
- Buch 1: Ausbildung des Architekten und architektonische Grundbegriffe; Das Anlegen von Städten
- Buch 2: Baumaterialien
- Bücher 3 und 4: Tempelbau
- Buch 5: Öffentliche Gebäude
- Buch 6: Privatgebäude
- Buch 7: Der Innenausbau der Privatgebäude; Farbenkunde[1]
- Buch 8: Wasserversorgung
- Buch 9: Astronomie und Uhrenbau
- Buch 10: Maschinenbau

### Inhalt
Die Bücher 1 bis 7 widmen sich der Tätigkeit des Architekten, während die Bücher 8 bis 10 mehr dem heutigen Ingenieurwesen zuzurechnen sind. Diese Felder bildeten in der Antike eine Einheit. Im englischen Sprachraum ist noch heute der an die römischen Ursprünge angelehnte Begriff Civil Engineer für den Bauingenieur im Gegensatz zum militärischen Ingenieurwesen in Verwendung. Ähnlich besteht auch in Österreich der Beruf des Ziviltechnikers. Im Deutschen haben die Begriffe Architekt und Ingenieur oft überlappende Bedeutungsfelder.

#### Ausbildung des Architekten
Im ersten Kapitel des ersten Buches legt Vitruv offen, dass das Wissen des Architekten sich aus „fabrica“ (Handwerk) und „ratiocinatio“ (geistiger Arbeit) speise, die es ihm ermögliche, über alle anderen Handwerkskünste zu urteilen. In der Renaissance ermutigte diese Zweiteilung die Architekten dazu, sich aus den mittelalterlichen Zunft- und Bauhüttentraditionen zu lösen und die personelle Trennung von praktischer Ausführung und theoretischer Planerstellung einzuführen. Besonders deutlich trat das bei Leon Battista Alberti zutage, der nur noch Pläne und Modelle verfertigte und die Realisierung der Gebäude erfahrenen Bauleitern überließ.
Für die theoretische Ausbildung des Architekten orientiert Vitruv sich an der Schulung in den Freien Künsten (artes liberales). Damit überträgt er Ciceros Forderung nach umfassender Bildung des Redners (Rhetorik) auf sein eigenes Fachgebiet, die ihrerseits auf die von den Griechen vertretene Notwendigkeit einer umfassenden Bildung (ἐγκύκλιος παιδεία, „enkyklios paideia“) zurückgeht. Der entsprechende Terminus findet sich in seinem Werk in der Übersetzung encyclios disciplina wieder.
Vitruv rechnet zehn Wissensgebiete zu den Fachgebieten, in denen ein Architekt zum Nutzen seiner architektonischen Tätigkeit bewandert sein sollte: 1. Schriftkunde, 2. Zeichnen, 3. Geometrie, 4. Arithmetik, 5. Geschichte, 6. Philosophie, 7. Musik, 8. Medizin, 9. Jura und 10. Astronomie. Unter anderem erklärt er in seinem Werk Lehrsätze von Platon und Pythagoras und beschreibt, wie Archimedes das nach ihm benannte Prinzip fand und zu welchen Ergebnissen Eratosthenes und Archytas von Tarent bei Erdvermessungen kamen.
Nur wer in allen diesen Fächern bewandert ist, erreicht nach seiner Meinung die höchste Stufe der Architektur, den „summum templum architecturae“. Aus einer falschen Übersetzung und Interpretation dieser Aussage wurde unter anderem das Primat der Architektur über die Gattungen der bildenden Kunst abgeleitet, das vom Mittelalter bis ins 20. Jahrhundert kanonische Wirkung haben sollte.

#### Prinzipien der Architektur
Im zweiten und dritten Kapitel des ersten Buches legt Vitruv verschiedene Kategorien der Architekturtheorie fest, die als Grundbegriffe einerseits das architektonische Entwerfen bestimmen sollten, andererseits als Kriterien zur Beurteilung der fertigen Gebäude dienen sollten.
Die drei Hauptanforderungen an die Architektur sind nach Vitruv: Firmitas (Festigkeit), Utilitas (Nützlichkeit) und Venustas (Schönheit). Dabei muss allen drei Kategorien gleichermaßen und gleichwertig Rechnung getragen werden. Darüber hinaus definiert Vitruv sechs Grundbegriffe des Faches Architektur: „ordinatio“, „dispositio“, „eurythmia“, „symmetria“, „decor“ und „distributio“.
„Ordinatio“, „eurythmia“ und „symmetria“ beziehen sich dabei auf die Proportionierung des Gebäudes. „Ordinatio“ steht für die „Maßordnung“, also die passende maßliche Einteilung der Glieder eines Bauwerks, „eurythmia“ für das anmutige Aussehen und das maßgerechte Erscheinungsbild in der Zusammenfügung der Bauglieder und „symmetria“ für den Einklang der einzelnen, auf einen Modul bezogenen Elemente untereinander. Im ersten Kapitel des 3. Buches, in dem Vitruv die idealisierten Maßverhältnisse des menschlichen Körpers, die Zurückführung seiner Abmessungen auf geometrische Grundformen wie Quadrat und Kreis sowie die modularen Grundlagen der Zahlensysteme erläutert, werden diese Aussagen zur Proportionierung noch weiter vertieft.
„Dispositio“ bezieht sich auf die Konzeption oder Disposition des Gebäudes und die dazu notwendigen Baupläne, die er mit Grundriss, Schnitt und perspektivischer Ansicht („ichnographia“, „orthographia“ und „scaenographia“) festlegt.
„Decor“ bezieht sich auf das fehlerfreie Erscheinungsbild eines Gebäudes entsprechend den Regeln der anerkannten Konventionen. Als Beispiele nennt Vitruv unter anderem die korrekte Zuordnung von Säulenarten (dorisch, ionisch, korinthisch) zu bestimmten Gottheiten beim Tempelbau, die Koordination von außen und innen, von stilistischen Teilelementen zum Gesamtstil, von Räumen zu Himmelsrichtungen etc.
„Distributio“ meint einerseits die angemessene Verteilung der Baumaterialien und der Ausgaben für den Bau, zum anderen die dem jeweiligen Status der Bewohner angemessene Bauweise.
Ein weiteres Bauprinzip Vitruvs, das für die Errichtung von Tempeln gilt, ist das Prinzip der Ostung. Vitruv bestand darauf, dass das Götterbild im Tempel in Richtung Westen schaut, so dass diejenigen, die Opfer darbringen, nicht nur zum Götterbild hin, sondern auch in Richtung Osten opfern. Zudem sollen die Altäre, und damit der ganze Tempel, in Richtung Osten ausgerichtet werden (De architectura, 4,5 und 4,9). Falls die Gegebenheiten dies nicht erlauben, kann auch der Eingang des Tempels nach Osten gelegt werden.

#### Säulenordnungen
Auf der ausführlichen Beschreibung der dorischen, ionischen und korinthischen Säule und ihrer Proportionen und Schmuckelemente entwickelt sich in der Renaissance das System der Säulenordnungen, ein kanonisches System von Formen und Proportionen bei Säulen, für die er Proportionen aus dem Grundmaß des Moduls (der Radius an der Basis einer Säule) ableitet, nach dem die Maße aller anderen Bauteile bestimmt werden.
Vitruv verbindet die verschiedenen Ordnungen auch mit bestimmten Bauaufgaben. So verbindet er mit der dorischen Ordnung einen wehrhaften und ernsten, mit der ionischen einen weiblichen und kultivierten und mit der korinthischen einen zarten und schlanken Ausdruck. Er verwendet allerdings den Begriff des „genus, genera“ (Art) der Säulen und nicht etwa „ordo, ordinis“ (Ordnungen), wie sie erst die Architekturtheoretiker der Renaissance formuliert haben. Wiederaufgegriffen wurde diese Methode des Moduls in der Renaissance und im 20. Jahrhundert.

### Stil
Die Sprache gilt gemeinhin als umständlich und wenig flüssig. Kennzeichen sind altertümliche Formen, Überfülle des Ausdrucks, grammatische Eigenheiten und gelegentliche Rückgriffe auf die Umgangssprache.

## Rezeption
Abgesehen von vereinzelten Erwähnungen, so bei Frontinus, Faventinus und Plinius dem Älteren, hat Vitruvs Schaffen in der antiken Literatur nur ein geringes Echo hervorgerufen. Dies könnte an der Orientierung Vitruvs an der griechischen Architektur liegen, durch die Aussagen zu den neuen römischen Entwicklungen in Bauwesen (Amphitheater, Gewölbetechnik, Pfeiler- und Bogen-Konstruktionen) fehlten, vielleicht auch an der spröden Sprache, so dass eine größere Popularität des Autors in der Antike ausblieb. Möglicherweise wird das Werk von den Architekten der Kaiserzeit als Handbuch genutzt worden sein, doch sind die Beschreibungen des Vitruv, insbesondere in den Details, selten archäologisch nachzuweisen.
Der Text war während der Spätantike und des Mittelalters bekannt. Es existieren ca. 80 mittelalterliche Manuskripte, darunter ein angelsächsischer Text und ein karolingischer Text um 800, den Einhard kannte. Kopien gab es unter anderem in St. Gallen, Cluny, Canterbury und Oxford.
Größere Bekanntheit erlangte Vitruv erst in späterer Zeit, besonders in der Renaissance. Eine neue Stilrichtung der Architektur, die sich die Antike zum Vorbild nahm, griff auf Vitruv zurück, um die Grundlagen der römischen Architektur zu lernen. Nun suchte man in den Klosterbibliotheken nach den seltenen Vitruv-Handschriften, wie unter anderem der Humanist Poggio Bracciolini, der im Jahr 1416 eine Vitruv-Handschrift in der St. Galler Klosterbibliothek fand. Gedruckt wurde das Buch zum ersten Mal von Giovanni Sulpicio ca. 1486 in Rom herausgegeben.
Da Vitruvs Werk nicht illustriert war, wurde es für die Rezeption in der Renaissance nötig, neben seinen (teils schwer verständlichen) theoretischen Erläuterungen auch die antiken Werke der Architektur zu betrachten, um die Anweisungen aus den 10 Büchern umsetzen zu können. Gleichzeitig wichen die erhaltenen antiken Gebäude vielfach von den Angaben Vitruvs ab, auch seine Verbindung zwischen Säulenordnungen und Tempeln für spezielle Göttinnen und Götter ist kaum nachweisbar. Dies schuf den modernen Architekten einen erheblichen Interpretationsspielraum, der es ermöglichte, über die Antikenkopie hinauszugehen.

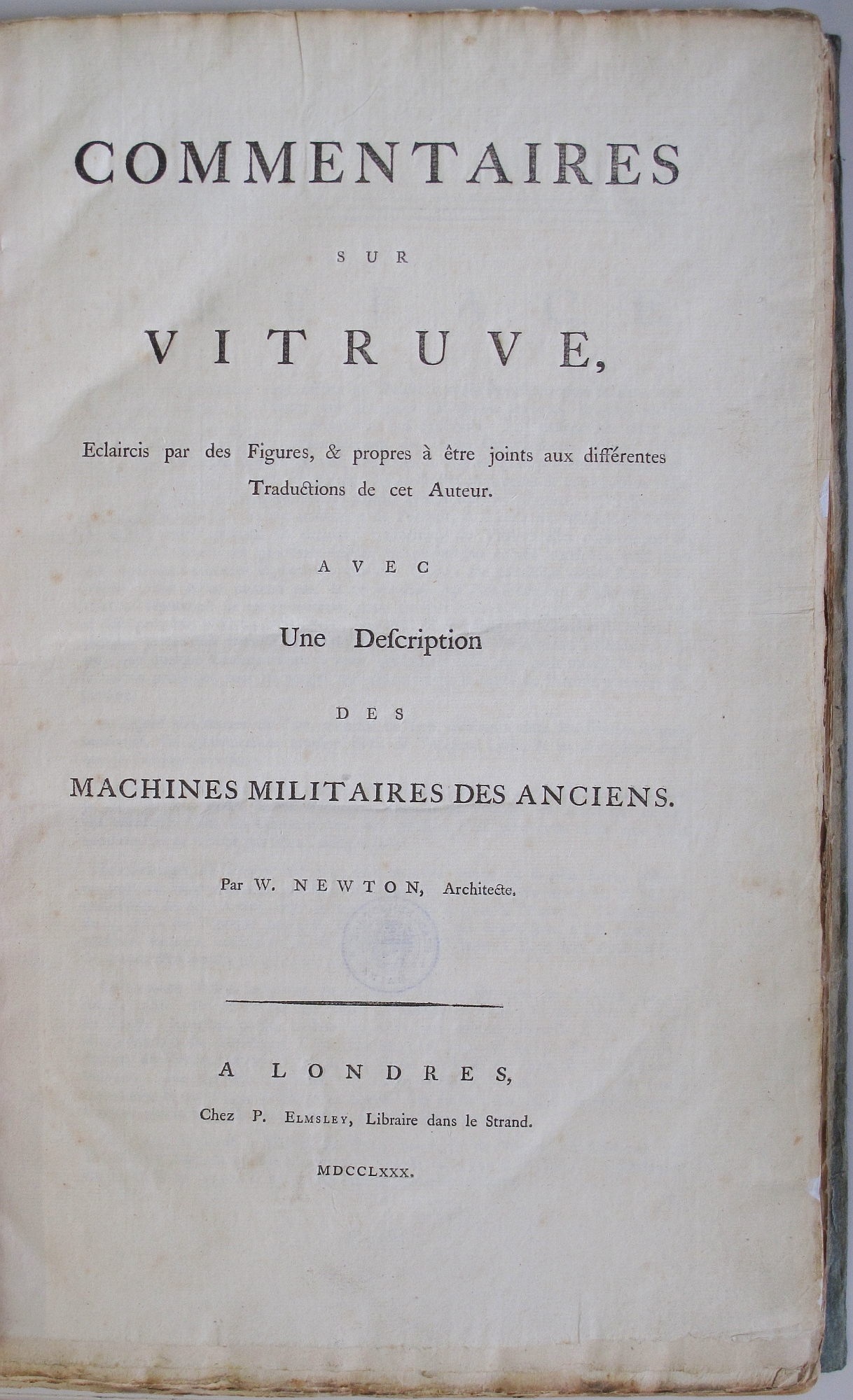
William Newton: Commentaires sur Vitruve ... London, 1780. Exemplar der Wissenschaftlichen Stadtbibliothek Mainz. Signatur: III i : 2° / 163 h

Im Jahre 1511 erschien eine weitere Ausgabe von Fra Giovanni Giocondi da Verona in Venedig, 1521 der erste (illustrierte) Druck einer italienischen Ausgabe von Cesare Cesariano. Obwohl Italienisch lange Zeit die führende Sprache der europäischen Architekturtheorie blieb, folgten rasch Übersetzungen in andere Sprachen. Die erste deutsche Übersetzung veröffentlichte Walther Hermann Ryff 1548. Er gab um dieselbe Zeit auch einen Kommentar heraus.
Seit dem 15. Jahrhundert beeinflusste Vitruv eine Vielzahl, wenn nicht im Grunde alle europäischen Architekturtraktate und die europäische Architekturtheorie bis weit in das 19. Jahrhundert hinein. 1452 veröffentlichte Alberti sein „de re aedificatoria“, das in Aufbau und theoretischer Setzung an Vitruv anschloss.
Noch im 18. Jahrhundert griff François de Cuvilliés den Titel für sein Lehrbuch Vitruve Bavarois auf. Der englische Architekt William Newton (1735–1790) verfasste eine englische Übersetzung und einen französischsprachigen Kommentar zu Vitruv der im Jahr 1780 erschien; dies war die erste wissenschaftliche Auseinandersetzung mit „De architectura“. Dieser Druck ist mit zahlreichen ganzseitigen Stichen versehen. Eines der nur zwei bekannten Exemplare in deutschen Bibliotheken wird im Zentralinstitut für Kunstgeschichte in München aufbewahrt; das andere befindet sich in der Stadtbibliothek Mainz und ist Teil der Rarasammlung.

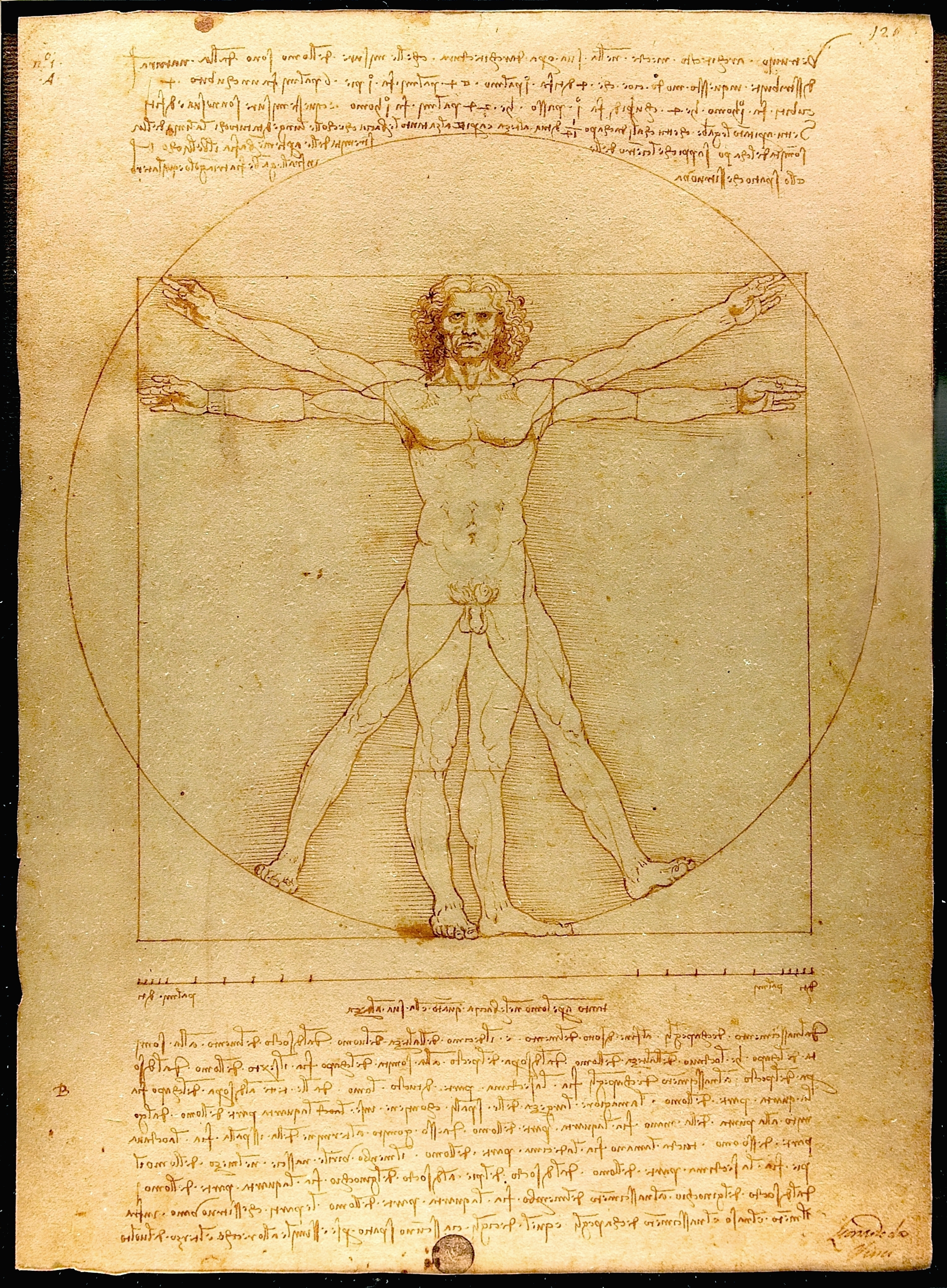
Proportionsschema der menschlichen Gestalt nach Vitruv – Skizze von Leonardo da Vinci, 1485/90, Venedig, Galleria dell’Accademia

Eine zentrale Passage in Vitruvs Abhandlung stellt die Theorie des wohlgeformten Menschen (homo bene figuratus) vor. Anhand geometrischer Formen werden die Proportionen des Menschen zueinander beschrieben. Dies inspirierte mehrere Künstler der Renaissance zu Skizzen, darunter der Nürnberger Albrecht Dürer, Mariano di Jacopo Taccola, Pellegrino Prisciani und Francesco di Giorgio Martini. Die berühmteste Illustration stammt von Leonardo da Vinci und erlangte unter dem Namen „Vitruvianischer Mensch“ Berühmtheit. Mit dieser Zeichnung korrigierte Leonardo die Maßangaben des Vitruv anhand seiner eigenen Messungen an jungen Männern um kleine Beträge. Als wichtigste Änderung legte er den Mittelpunkt des Quadrats über das Glied des Mannes und nicht in den Nabel, wie Vitruv dies vorschlug. Dagegen zeigt der Mann im Kreis die Angaben des Vitruv mit dem Mittelpunkt im Nabel. Frank Zöllner nennt dies „einen Triumph der Empirie über den damals verbreiteten Glauben an die Autorität antiker Schriftsteller.“
Die Methode des Moduls, die von Vitruv grundgelegt wurde, wurde im 20. Jahrhundert etwa als Modulor wieder aufgenommen, einem Maßsystem des Architekten Le Corbusier, das auf dem Goldenen Schnitt basiert.
Einer der bedeutendsten deutschen Vitruv-Sammler war der Architekt Bodo Ebhardt. Ebhard besaß eine umfangreiche Sammlung von Vitruv-Ausgaben, deren kommentierten Katalog er 1919 publizierte.
Zur eigenständigen Rezeption des Wortes „Modul“ siehe auch Modell.
Der Mondkrater Vitruvius und der Mons Vitruvius sind nach Vitruv benannt.

## Ausgaben
Für Digitalisate zahlreicher anderer Ausgaben siehe unter Weblinks.
- Claude Perrault: Abregé des dix livres de Vitruve. Paris 1673.
- August Rode (Übers.): Vitruv. Baukunst. 2 Bände. Fotomechanischer Nachdruck der Ausgabe Göschen, Leipzig 1796. Edition und Bildauswahl Beat Wyss. Einführung Georg Germann. Birkhäuser, Basel 1987
- Franz Reber (Übers.): Vitruv. Zehn Bücher über Architektur. De Architectura libri decem. Übersetzt und durch Anmerkungen und Zeichnungen erläutert von Franz Reber. Krais & Hoffmann, Stuttgart 1865 Digitalisat (Nachdruck marixverlag, Wiesbaden 2009, ISBN 978-3-86539-212-1).
- Valentin Rose, Hermann Müller-Strübing (Hrsg.): Vitruvii de architectura libri decem / ad antiquissimos codices nunc primum ediderunt. Teubner, Leipzig 1867 (Digitalisat).
- Hermann Nohl: Index Vitruvianus. Leipzig 1876 archive.org (vollständiger Index der Wörter im Text Vitruvs).
- Fritz Krohn (Hrsg.): Vitruvii De architectura libri decem. Teubner, Leipzig 1912.
- Frank Granger (Übers. u. Hrsg.): On architecture. Edited from the Harleian ms. 2767. Loeb classical library. 2 Bände Heinemann, London 1931 (Band 1)
- Curt Fensterbusch (Hrsg.): Vitruvii De architectura libri decem / Zehn Bücher über die Architektur. Lateinisch und deutsch. Übersetzt und mit Anmerkungen versehen von Curt Fensterbusch. WBG, Darmstadt 1964, 6. Auflage ebenda 2008, ISBN 978-3-534-21964-3.
- Ingrid D. Rowland (Übers.), Thomas Noble Howe: Vitruvius. Ten Books on Architecture. Cambridge University Press, Cambridge 1999, ISBN 0-521-00292-3 (englische Übersetzung).